# Lyons-la-Forêt
Lyons-la-Forêt, conocida también como Lyons, es una localidad y comuna francesa situada en la región de Alta Normandía, departamento de Eure, en el distrito de Les Andelys. Es el chef-lieu del cantón de su nombre.

## Geografía
La población se encuentra en el noreste del departamento, alzándose a orillas del Lieure, subafluente del Sena por el Andelle. Se encuentra en un claro del bosque al que da nombre (Forêt de Lyons).
No se encuentra en las principales rutas de comunicación y carece de ferrocarril. Sin embargo, de ella irradian numerosas carreteras departamentales, destacando la D321, la D2 y la D6.

## Historia

### Edad Media
- 936  Primera mención de una residencia ducal en Lyons.
- 1135 Muerte del rey de Inglaterra, Enrique I de Inglaterra, en el castillo de Lyons.
- 1189 Primera corte de Navidad del rey Ricardo I de Inglaterra (Ricardo Corazón de León).
- 1193 Felipe Augusto ocupa la comuna, y el castillo.
- 1194 Ricardo Corazón de León obtiene la restitución de Lyons.
- 1194-1198 Numerosas estancias de Ricardo en su residencia en Lyons.
- 1 de julio de 1202 Felipe Augusto se apodera de la ciudad forticiada.
- de 1202 à 1298, numerosas estancias de los reyes de Francia en Lyons: 3 de Felipe Augusto, 4 de Luis IX y 10 de Felipe el Hermoso. Apasionados por la cacería, los reyes consideran el bosque de Lyons como uno de los más bellos del reino.
- 1419 Los ingleses se apoderan de Lyons.

Fue un importante centro vidriero a partir del siglo XV, famoso por su vidrio plano, le verre de France. Esta actividad desapareció en el siglo XVIII debido a la competencia de los fabricantes loreneses.

## Demografía
| 1650 | 1674 | 1754 | 1660 | 1524 | 1608 | 1538 | 1609 | 1441 | 1443 | 1391 | 1370 | 1323 | 1269 | 1260 | 1223 | 1185 | 1157 | 1042 | 1000 | 931 | 856 | 818 | 792 | 878 | 781 | 749 | 880 | 772 | 734 | 701 | 795 |
| Para los censos de 1962 a 1999 la población legal corresponde a la población sin duplicidades (Fuente: INSEE [Consultar]) |      |      |      |      |      |      |      |      |      |      |      |      |      |      |      |      |      |      |      |     |     |     |     |     |     |     |     |     |     |     |     |

Gráfica de la evolución de la población de la comuna entre 1794 y 2004

## Administración

### Alcaldes
- Desde marzo de 2008: Thierry Plouvier
- De marzo de 2001 a marzo de 2008: Henri Collard (UMP)
- De marzo de 1995 a marzo de 2001: Henri Collard (UDF-RAD)

### Entidades intercomunales
Lyons-la-Forêt está integrada en la Communauté de communes du canton de Lyons-la-Forêt. Además forma parte de diversos sindicatos intercomunales para la prestación de diversos servicios públicos:
- Syndicat interco pour gestión gymnases et équip. sport. collèges de Fleury et de Romilly sur Andelle
- Syndicat de transport d'élèves du CES de Fleury
- Syndicat de l'électricité et du gaz de l'Eure (SIEGE)
- Syndicat intercommunal de l'aérodrome d'Etrépagny Gisors
- Syndicat d'intérêt scolaire de Lyons-la-Forêt
- Syndicat du bassin de l'Andelle et de ses affluents

### Riesgos
La prefectura del departamento de Eure incluye la comuna en la previsión de riesgos mayores  por la presencia de cavidades subterráneas.

## Lugares y monumentos
- Mercado: se trata de una obra de carpintería del siglo XVIII.

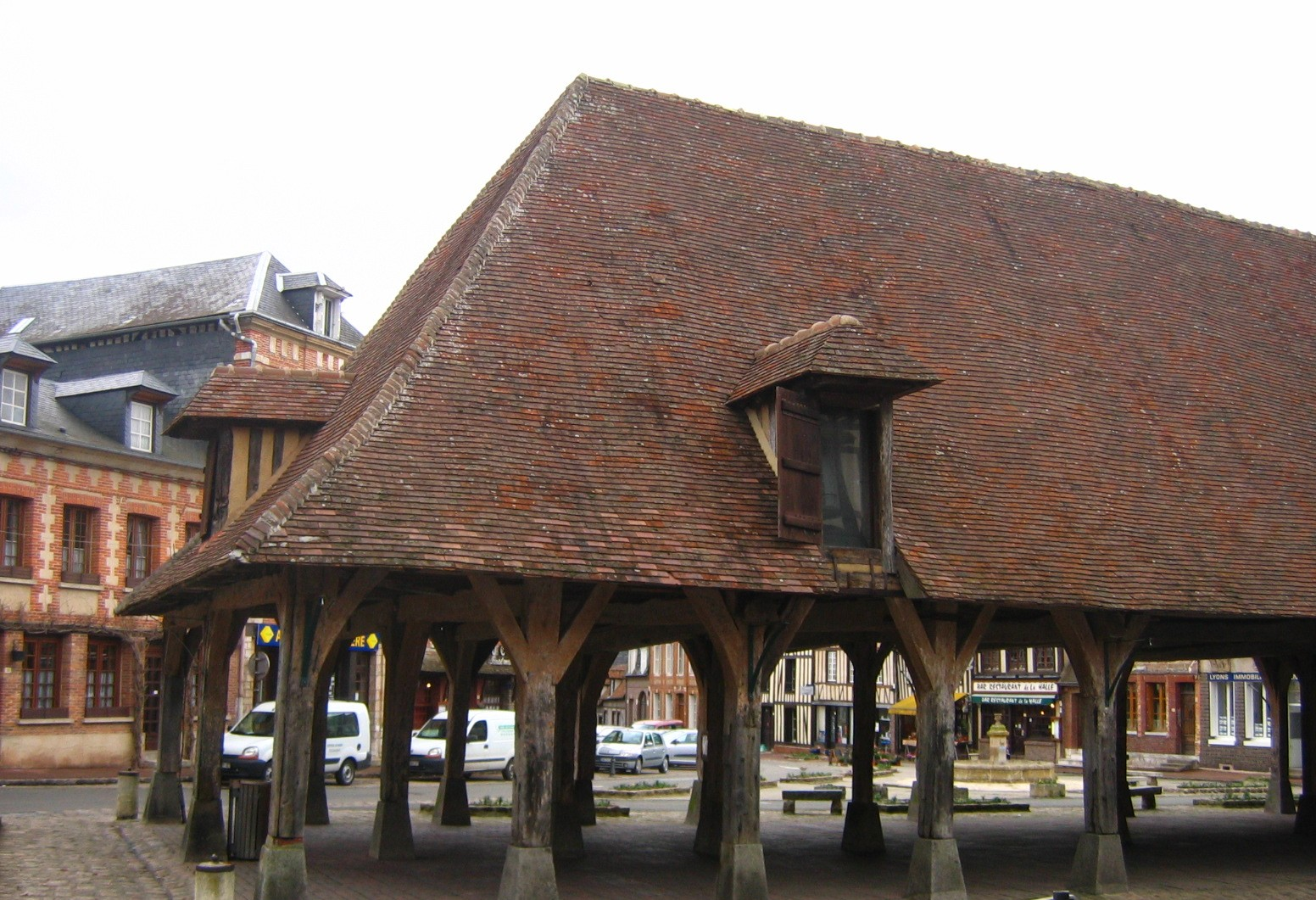
Mercado (halles).

- Casa natal del poeta Isaac de Benserade.
- Iglesia de Saint-Denis, originalmente del siglo XII pero remodelada en el XV. En su coro hay que señalar una imagen de San Cristóbal portando al Niño Jesús.
- Bosque de Lyons (Forêt de Lyons), macizo forestal de 10700 ha, parte superviviente de una extensión original mucho mayor.